# ستانلي كافيل
ستانلي لويس كافيل (بالإنجليزية: Stanley Louis Cavell) هو فيلسوف أمريكي من مواليد 1 سبتمبر 1926 وتُوفي في 19 يونيو 2018. كان أستاذًا للعلم الجمعي، والنظرية العامة للقيمة، وحصل على الزمالة الفخرية لجامعة هارفارد. كما عمل في مجال الأخلاقيات، وفلسفة الجمال، وفلسفة اللغة العادية. وترجم أعمالًا مؤثرة في للودفيغ فيتغنشتاين، وأوستن، وإيمرسون، وثورو، وهايدغر. يتميز عمله بالمراجع الأدبية المتكررة.

## حياته
وُلد ستانلي لعائلة يهودية في أتلانتا بجورجيا. دربته أمه ليصبح عازف بيانو شهير في عالم الموسيقى منذ نعومة أظافره. خلال فترة الكساد، انتقل والدا كافيل عدة مرات بين أتلانتا وساكرامنتو بولاية كاليفورنيا. لعب ستانلي أثناء فترة المراهقة دور ألتو ساكسوفون باعتباره أصغر عضو في فرقة موسيقى الجاز السوداء في سكرامنتو. والتحق بجامعة كاليفورنيا ببيركلي، حيث تخصص في الموسيقى، ودرس تحت إشراف بوب طومسون، وروجر سينيسيز وإرنست بلوخ. بعد التخرج، أكمل دراسته في مدرسة جوليارد للموسيقى في مدينة نيويورك، ليكتشف فقط أن الموسيقى ليست فقط من تثر اهتمامه.
التحق بمدرسة الدراسات العليا بجامعة كاليفورنيا، ودرس الفلسفة، ثم انتقل إلى جامعة هارفارد. وعندما كان طالباً هناك، تأثر بجون لانجشو أوستن. وفي عام 1954 حصل على زمالة جديدة في جمعية هارفارد قبل أن ينهي شهادة الدكتوراه، ثم أصبح أستاذًا مساعدًا للفلسفة في جامعة كاليفورنيا ببيركلي في عام 1956.
أنجب ستانلي ابنته من زوجته الأولى مارسيا كافيل، راشيل لي كافيل في عام 1957. ومن 1962-1963 كان ستانلي زميلًا في معهد الدراسات المتقدمة في برينستون بولاية نيو جيرسي، حيث صادق الفيلسوف البريطاني بيرنارد ويليامز. وانتهى زواج كافيل من مارسيا بالطلاق في عام 1961. وفي عام 1963، عاد إلى قسم الفلسفة في جامعة هارفارد.
في صيف عام 1964، انضم كافيل إلى مجموعة من طلاب الدراسات العليا، الذين درسوا في كلية توغالو، وهي إحدى كليات السود التاريخية في ولاية ميسيسيبي، كجزء من ما أصبح يعرف باسم صيف الحرية. تزوج من كاثلين كوهين في عام 1967. وفي أبريل 1969، خلال احتجاجات الطلاب التي نشأت أساسًا جراء حرب فيتنام، عمل بمساعدة زميله جون راولز، وعمل مع مجموعة من الطلاب الأميركيين الأفارقة لصياغة لغة للتصويت من قبل هيئة التدريس التي أنشأت قسم الدراسات الأفريقية والأمريكية الأفريقية في جامعة هارفارد.
في عام 1976، وُلد ابن كافيل الأول بنيامين. وفي عام 1979، ساهم كافيل مع مخرج الأفلام الوثائقية روبرت غاردنر في العثور على أرشيف هارفارد للأفلام، للحفاظ على تاريخ الفيلم وعرضه. حصل كافيل على زمالة ماك آرثر في عام 1992. ومن عام 1996إلى عام 1997 كان كافيل رئيسًا للرابطة الأمريكية الفلسفية. وفي عام 1984، وُلد ابنه الثاني ديفيد. بقي في كلية هارفارد حتى تقاعده في عام 1997. وبعد تقاعده، قام بتدريس دورات في جامعة ييل وجامعة شيكاغو. كما حصل على كرسي سبينوزا للفلسفة في جامعة أمستردام في عام 1998.
تُوفي كافيل في بوسطن بماساتشوستس نتيجة قصور القلب في 19 يونيو 2018 عن عمر يناهز 91 عامًا. ودُفن في مقبرة جبل أوبورن.

## فلسفته
على الرغم من تدريبه على التقاليد الأنجلو أمريكية للفلسفة التحليلية، فقد تفاعل ستانلي بشكل متكرر مع تقاليد الفلسفة القارية. شمل ذلك دراسة النقد الأدبي في التحقيق الفلسفي. كتب كافيل على نطاق واسع للودفيغ فيتغنشتاين، وأوستن، وإيمرسون، وثورو، وهايدغر. كما تحتوي كتاباته على عناصر ذاتية تتعلق بكيفية تأثير حركته بين أفكار هؤلاء المفكرين وضمن أفكارهم وتأثيره على تفكيره الذي يؤثر على المجالات في الفنون والعلوم الإنسانية بخلاف الدراسة التقنية للفلسفة.
أسس ستانلي هويته الفلسفية المتميزة بـ «يجب أن نقصد ما نقوله» عام 1969، والذي يتناول مواضيع مثل استخدام اللغة، والاستعارة، والشك، والمأساة، والتفسير الأدبي من وجهة نظر فلسفة اللغة العادية التي مارسها ودافع عنها بحماس. ناقشت إحدى مقالاته عمل سورين كيركغور في الوحي والسلطة، في محاولة للمساعدة في إعادة تقديم الكتاب للقراء الفلسفيين المعاصرين. في كتابة ملاحظة العالم عام 1971، تحدث كافيل عن التصوير الفوتوغرافي والسينمائي. كما أنه غطي الحداثة في الفن وطبيعة وسائل الإعلا، حيث ذكر تأثير الناقد الفني مايكل فرايد على كتابته.
ربما اشتهر كافيل بكتابه «المطالبة بالعقل: فيتجنشتاين» و «التشكيكية» و «الأخلاق» و «المأساة» (1979)، التي تشكل محور عمله، وكانت محورًا لرسالته في الدكتوراه. في كتابه «مساعي السعادة» المنشور عام 1981، يصف كافيل تجربته في سبعة كوميديات بارزة في هوليوود:حدث ذات ليلة، والسيدة حواء، وقصة فيلادلفيا، وتربية طفل، وفتاة الجمعة، وضلع آدم، والحقيقة البشعة. يجادل كافيل بأن هذه الأفلام المنشورة من عام 1934 إلى عام 1949، تشكل جزءًا مما يسميه هذا النوع من «كوميديا الزواج من جديد»، ويجد فيها أهمية فلسفية وأخلاقية وحقيقية جدًا. وعلى وجه التحديد، يجادل كافيل بأن هذه الكوميديا الهوليوودية تظهر أن تحقيق السعادة لا يتطلب إرضاء حاجاتنا، ولكن فحص وتحويل تلك الاحتياجات. [49]كان التركيز على أن هذه الأفلام تركز على الزواج ثانية وفقًا لكافيل، تلفت الانتباه إلى حقيقة أن السعادة تتطلب وجود شريك واحد.

## روابط خارجية
- Harvard Philosophy Department website
- Conversations: The Journal of Cavellian Studies
- A Philosopher Goes to the Movies: Conversation with Stanley Cavell نسخة محفوظة 20 يناير 2017 على موقع واي باك مشين.
- دانيال روس، Review of Cavell, Philosophy the Day after Tomorrow
- A study (in French) on Cavell's idea of perfectionism نسخة محفوظة 28 يوليو 2011 على موقع واي باك مشين.
- Stanley Cavell
- PennSound page with audio and video links